# Pythium porphyrae
Pythium porphyrae (syn. Pythium chondricola De Cock, 1986) ist eine parasitische Art aus der Familie Pythiaceae innerhalb der Gruppe der Eipilze.  Sie ist die Ursache für eine im Englischen als red rot disease oder red wasting disease und im Japanischen als akagusare (赤ぐされ) bezeichnete Erkrankung.  Das Art-Epitheton porphyrae (altgriechisch πορφυρα) stammt aus dem Gattungsnamen ihrer häufigsten Wirte – Porphyra – und der englische Trivialname von der purpurroten Farbe der Läsionen am Thallus der Wirte. Viele der befallenen Wirte wurden jedoch inzwischen in die Gattung Pyropia eingruppiert.

## Beschreibung
Pythium porphyrae hat eine myzelischen Thallus, der eukarpisch ist, d. h. nur ein Teil des Thallus wird zu Sporangien umgewandelt. Die Art ist primär ein fakultativer Parasit an Algen, sie kann aber auch saprotroph leben.
Die Hyphen können bis zu 4,5 µm breit werden und sind nicht durch Septen unterteilt. Auf Algen beginnen die Hyphen, die Zellwände der Wirte zu durchbrechen. P. porphyrae hat weder Haustorien noch Chlamydosporen. Die Appressorien sind keulenförmig. Die Sporangien sind unverzweigt, filamentös, und nicht aufgebläht; sie bilden normalerweise 6 … 17 Zoosporen pro Bläschen. Enzystierte Zoosporen haben einen Durchmesser von 8 … 12 Mikrometern. Es gibt interkalare (eingeschobene), kugelförmige Schwellungen der Hyphen mit 12 … 28 Mikrometern Durchmesser. Die Oogonien haben im Mittel einen Durchmesser von 17 Mikrometern und sind gleichfalls interkalar und kugelförmig, selten endständig (terminal). In jedem Oogon gibt es 1 … 2 dikline Antheridien, die weit von den Oogonien entfernt gebildet werden. Die Zellen der Antheridien sind keulenförmig (clavat) oder kugelförmig. Die Antheridien sitzen apikal zur Wand der Oogonien. Gelegentlich gibt es zwei antheridiale Zellen auf einer Hyphe. Die gelblichen Oosporen haben durchschnittlich 15 µm Durchmesser, haben dicke (≈2 µm) Wände und sind plerotisch, d. h. sie füllen das danze Oogon aus. Die Conidien sind kugelförmig mit 8,8 … 30,8 Mikrometern Durchmesser, werden jedoch selten erzeugt.
P. porphyrae hat viele ähnliche physische Merkmale wie Pythium marinum und P. monospermum und scheint engstens mit P. adhaerens verwandt zu sein. Die Art hat jedoch bis zu vier dikline Antheridien und gelegentlich zwei Antheridien-Zellen je Hyphe; P. monospermum hat 1 … 4 entweder dikline oder monokline Antheridien, und P. marinum hat nur ein einzelnes diklines Antheridium. P. monospermum und P. marinum haben auch terminale Oogonien an kurzen Hyphen-Zweigen, während die bei P. porphyrae interkalar sind.
Im Labor wächst P. porphyrae auf einem Meerwasser-Maismehl-Agar als flaches Myzel an der Luft mit farblosen Kolonien  bis zu 5 mm pro Tag. Es wächst nicht auf einem Kartoffel-Karotten-Agar.

## Verbreitung und Ökologie
Pythium porphyrae wurde in Japan, den Niederlanden, Neuseeland, und Korea nachgewiesen, aber dies spiegelt wahrscheinlich nicht das gesamte Verbreitungsgebiet wider.
Die Art befällt folgende anderen Arten, die allesamt zu den Rotalgen gehören:
- Bangia atropurpurea[8]
- Callophyllis adhaerens[8]
- Chondrus crispus[2][3]
- Gelidium elegans[8]
- Gloiosiphonia capillaris[8]
- Gracilaria spp.[8]
- Grateloupia turuturu[8]
- Griffithsia subcylindrica[8]
- Lomentaria hakodatensis[8]
- Mastocarpus papillatus[10]
- Polyopes affinis (syn. Carpopeltis affinis)[8]
- Polysiphonia morrowii[8]
- Pterocladiella capillacea[8]
- Pyropia cinnamomea[2]
- Pyropia plicata[2]
- Pyropia suborbiculata[2]
- Pyropia tenera[2][11][8][1]
- Pyropia virididentata[2]
- Pyropia yezoensis[9][3][8][1]
- Rhodymenia intricata[8]
- Stylonema alsidii[8]
- Wrangelia tanegana[8]

Obwohl einige Arten der Gattungen Pyropia und Porphyra in ihrer gametophytischen Phase empfindlich gegenüber Infektionen mit P. porphyrae sind, sind sie in der sporophytischen Phase recht widerstandsfähig.

## Taxonomie
Eine 2005 durchgeführte Untersuchung an einem Fall von durch die verwandte Pythium insidiosum verursachte Pythiose  legte nahe, dass P. porphyrae mit P. dissotocum, P. myriotylum, P. volutum und P. vanterpoolii verwandt ist.
Eine molekulare Analyse der Gattung Pythium erbrachte 2004, dass P. porphyrae zusammen mit P. adhaerens, P. deliense, P. aphanidermatum und P. monospermum zur „Klade A“ gehört. Diese Klade A hat zwei Cluster, und P. porphyrae teilt eines davon mit einer gleichfalls auf Algen wachsenden Art, P. adhaerens.
Eine Untersuchung der Pythium-Arten in Klade A von 2017 zeigte den folgenden Phylogenetischen Baum.
|  | P. deliense       |
|  |                   |
|  | P. aphanidermatum |
|  |                   |

|  | P. monospermum                                                                 |
|  |                                                                                |
|  | \| \| P. adhaerens \| \| \| \| \| \| P. porphyrae / P. chondricola \| \| \| \| |
|  |                                                                                |
|  | P. adhaerens                                                                   |
|  |                                                                                |
|  | P. porphyrae / P. chondricola                                                  |
|  |                                                                                |

|  | P. adhaerens                  |
|  |                               |
|  | P. porphyrae / P. chondricola |
|  |                               |

|  | P. deliense       |
|  |                   |
|  | P. aphanidermatum |
|  |                   |

|  | P. monospermum                                                                 |
|  |                                                                                |
|  | \| \| P. adhaerens \| \| \| \| \| \| P. porphyrae / P. chondricola \| \| \| \| |
|  |                                                                                |
|  | P. adhaerens                                                                   |
|  |                                                                                |
|  | P. porphyrae / P. chondricola                                                  |
|  |                                                                                |

|  | P. adhaerens                  |
|  |                               |
|  | P. porphyrae / P. chondricola |
|  |                               |

Außerdem wurde nachgewiesen, dass P. porphyrae und P. chondricola identisch sind. Pythium adhaerens könnte gleichfalls konspezifisch sein, was letztlich auf einem genetischen Vergleich beruht; eine Reihe morphologischer Unterschiede legt jedoch nahe, dass es sich um getrennte, wenn auch sehr nahe verwandte Arten handelt.

## Wirtschaftliche Bedeutung
Pythium porphyrae kann einen Bestand von Nori innerhalb dreier Wochen komplett zerstören. Die Art bevorzugt einen geringen Salzgehalt und warmes Wasser (24 … 28 °C). Nur in einem Temperaturbereich von 15 … 35 °C findet überhaupt ein Wachstum statt. Milde Winter korrelieren mit höheren Infektionsraten und geringeren Erträgen, möglicherweise wegen der erhöhten Temperaturen, welche die Reifung der Fortpflanzungsorgane in den Eipilzen induzieren. Verluste können verringert werden, indem befallene Wedel entfernt und die Thalli täglich für 3 … 4 Stunden der Luft ausgesetzt werden. Die Oosporen können mit kontaminierter organischer Substanz verbreitet werden, und die Sporangien werden über das Wasser verbreitet.